# Consell Foral
El Consell Foral (basc Foru Batzordea) és un òrgan consultiu de la Diputació Foral de Navarra que va funcionar entre 1898 i 1979, antecedent de l'actual Parlament de Navarra.
A la fi del segle xix va haver-hi diverses propostes de creació d'un òrgan representatiu davant el qual pogués retre comptes la Diputació Foral de Navarra, d'alguna manera reviscolament de les desaparegudes Corts de Navarra. La Diputació va crear el Consell Administratiu de Navarra com a òrgan consultiu mitjançant acord de 16 de juliol de 1898, integrat pels cinc majors contribuents de Navarra, un delegat triat pels Ajuntaments de cadascun dels districtes electorals d'Aoiz, Tafalla, Tudela, Los Arcos, Estella, Huarte-Araquil i Pamplona, i per un contribuent escollit per sorteig entre els deu majors contribuents de cadascun d'aquests set districtes. Havia d'intervenir "en la formació de pressupostos, en l'examen de comptes, en l'emissió de deute, en les qüestions de fur i en quants assumptes mereixin especial assessorament, segons el parer de la Diputació"; i s'afegia que "els Reglaments i mesures de caràcter general que aquesta dicti, hauran de ser també sotmesos al Consell en la primera reunió que celebri". Mitjançant un altre acord de 16 d'octubre de 1901 la Diputació acorda la seva reorganització i en endavant serien membres tots els ex-diputats provincials per elecció popular.
El Reial decret-Llei de 4 de novembre de 1925 de Bases per a l'aplicació de l'Estatut Municipal a la província de Navarra li va atorgar noves funcions. La seva Base 12a. disposava el següent:
| « | Per tal de garantir l'autonomia dels Ajuntaments, la Diputació sotmetrà al Consell Administratiu de Navarra tots els Reglaments, Ordenances o acords generals referents a l'administració i règim municipal, sent necessària l'aprovació del Consell perquè entrin en vigor. En el Consell administratiu tindrà majoria absoluta la representació dels Ajuntaments, podent la Diputació designar altres Vocals representatius de forces vives, a condició que sempre siguin majoria en el mateix els representants dels Ajuntaments. Aquest Consell haurà d'estar constituït en el termini de tres mesos. | » |

El 15 de gener de 1926 la Diputació va aprovar el nou reglament per a la constitució i funcionament del Consell Administratiu, amb les següents funcions: aprovar tots els Reglaments, Ordenances o acords generals, referents a l'administració i règim municipal, sense el requisit del qual no podran entrar en vigor. La Diputació sotmetrà, a més, a informe del Consell, els Pressupostos i Comptes provincials, les emissions de deute, les qüestions de fur i tots aquells assumptes que, segons el seu parer, mereixin especial assessorament.
El Consell estaria compost per trenta-set vocals, dels quals set serien els propis membres de la Diputació, onze representants de forces vives i dinou representants dels Ajuntaments. Estava presidit pel Vicepresident de la Diputació. Els vocals en representació dels Ajuntaments havien de ser regidors i serien escollits pels districtes o merindades constituint-se cada Ajuntament en col·legi electoral. El Consell havia d'aprovar el seu propi reglament de règim interior la qual cosa va fer el 18 de maig de 1926 disposant en el seu article primer que en endavant la denominació seria Consell Foral Administratiu de Navarra.
Un nou reglament aprovat per la Diputació el 17 de maig de 1935 va incrementar els vocals a 38, dels quals 20 eren representants municipals. Mitjançant acord de 5 de febrer de 1949 la Diputació va aprovar un nou reglament que elevava el nombre de membres a 43: els 7 membres de la Diputació, 3 exdiputats forals, 11 representants de forces vives i 22 dels Ajuntaments. Per acord de la Diputació de 25 de gener de 1967 es va elevar a 45, i l'última reforma va tenir lloc mitjançant acord de 25 de gener de 1974. En aquesta última data el nombre de vocals del Consell Foral queda fixat en 57: 7 diputats i 3 exdiputats forals, 12 representants de forces vives, 3 del Consell de Treballadors, 3 del Consell d'Empresaris i 29 dels Ajuntaments, 6 per cadascuna de les tres merindades de major població, i 3 per les altres dues, més 5 pels Ajuntaments de major població en cada merindad.
El Consell Foral desapareix amb el Reial decret 121/1979, de 26 de gener, sobre eleccions locals i ordenació de les institucions forals de Navarra, que va atribuir les seves funcions al nou Parlament Foral de Navarra, antecedent immediat de l'actual Parlament de Navarra.